# Vices (альбом Dead Poetic)
Vices — третій студійний альбом американського християнського гурту Dead Poetic, виданий на території США 31 жовтня 2006 року лейблом Tooth & Nail Records. 22 січня 2007 року відбулася презентація альбому на території Великої Британії. В роботі над релізом, окрім продюсера Аарона Спрінкла, брали участь Джош Вілбур (зведення), Гові Вайнберг (майстеринг) та Чад Джонсон. Над оформлення альбому працював Райан Кларк.
Ця робота багато в чому відрізняється від двох попередніх релізів гурту. Перш за все через те, що зі старого складу лишилися лише вокаліст Брендон Райк та гітарист Зак Майлз. Крім того, Райк змінив манеру виконання, відмовившись від екстремального вокалу, через що звучання гурту змінилося з пост-хардкорного на більш класично-альтернативне. Саме через зміни у стилі, на відміну від попередніх двох альбомів, що видавалися також дочірньою компанією Solid State Records, Vices побачив світ лише на лейблі Tooth & Nail Records.
Альбом посів 7му позицію у Billboard Heatseekers Chart.
Незадовго до релізу Vices Брендон Райк залишив колектив, після чого інші учасники повідомили, що не збираються продовжувати музичну діяльність Dead Poetic, хоча згодом з'являлася інформація, що гурт не розпався і музиканти працюють над новим матеріалом.

## Список пісень
| #   | Назва                  | Тривалість |
| --- | ---------------------- | ---------- |
| 1.  | «Cannibal vs. Cunning» | 3:28       |
| 2.  | «Lioness»              | 3:27       |
| 3.  | «Self-Destruct & Die»  | 3:36       |
| 4.  | «Narcotic»             | 3:00       |
| 5.  | «In Coma»              | 4.00       |
| 6.  | «Long Forgotten»       | 3:20       |
| 7.  | «Pretty Pretty»        | 2:54       |
| 8.  | «Sinless City»         | 4:13       |
| 9.  | «The Victim»           | 4:01       |
| 10. | «Paralytic»            | 4:23       |
| 11. | «Animals»              | 2:40       |
| 12. | «Crashing Down»        | 3:33       |
| 13. | «Copy of a Copy»       | 2:45       |
| 14. | «Vices»                | 5:35       |

## Список учасників
Основні музиканти
- Брендон Райк — вокал
- Зак Майлз — гітара
- Дасті Редмон — гітара
- Джон Брем — бас-гітара
- Джессі Спрінкл — ударні

Запрошені музиканти
- Чіно Морено — вокал (Paralytic)
- Філ Петерсон — струнні інструменти (Vices)